# Ён Кэсомун
Ён Кэсомун (603-666) — полководец Когурё, средневекового феодального государства в Корее. Его отец Ён Тхэ Чжо занимал высший государственный чин и имел контроль над административными и военными делами центра и периферий в Когурё. С детства Ён Кэсомун хорошо владел военным искусством и разными методами ведения боя. После смерти отца был назначен на его же должность. Танская империя (618—907), появившаяся после распада в 618 году династии Суй (581—618), определённое время делала вид, что стремится к установлению мирных отношений с Когурё. После стабилизации ситуации внутри страны Тан, воспользовавшись раздорами между тремя корейскими государствами, Когурё, Пэкче и Силла, начала агрессию против Когурё. Она вмешивалась во внутренние дела Когурё и пыталась разведать его внутреннее положение и военную тайну, послав туда своих «посланников». Несмотря на это, министры во главе с королём Енрю (32-й король Когурё) поддавались давлению Танской империи.
Совершив государственный переворот в октябре 642 года, Ён Кэсомун казнил более ста министров в оппозиции, в том числе и короля Енрю, и поставил на престол племянника (король Почжан), сосредоточив в свои руки военную и административную власть в стране. Сразу после этого события в целях отражения возможных крупномасштабных нашествий танской армии он дал распоряжение запастись продовольствием, оснаститься оружием и ускорить сооружение оборонительной стены в тысячу ли, строение которого длилось долго. В то же время по его приказу предпринималась активная подготовка к обороне — ремонтировались и укреплялись крепости на линии Ляохэ.
С другой стороны, Ён Кэсомун усилил давление на Силла, которая выступила против Когурё в союзе с Тан. В 644 году, когда государство Тан отправило своего посланника с предложением остановить наступление против Силла, он решительно отверг его, а позже, когда очередной танский посланник повел себя высокомерно, вмешиваясь во внутренние дела Когурё, закрыл его в пещере. Танский император Тайцзун в апреле 645 года вторгся в Когурё. В его владении была сухопутная армия и флот из нескольки сотен человек.
Ён Кэсомун мобилизовал народ и организовал армию Когурё на борьбу против агрессоров. Граждане Когурё вели ожесточенные бои в разных крепостях в Ляодуне (ныне китайская провинция). После битв за ляодунские территории военные действия переместились в крепость Анси. Обороняющие крепость по нескольку раз на день отражали постоянные наступления врагов. В течение 60 дней враги пытались перейти через стену крепости, но их попытки закончились провалом.
В 666 году Ён Кэсомун умер.
В 2006 году про него был снят одноименный сериал "Ён Кэсомун" в жанре драма, исторический киностудией SBS.